# Псільський заказник
Псільський — ландшафтний заказник місцевого значення в Україні, об'єкт природно-заповідного фонду Полтавської області.
Розташований по берегам Псла у Глобинському (між селами Заможне та Манжелія) та Козельщинському (між селами Нижня Мануйлівка та Піски) районах Полтавської області (Радянське лісництво, кв.33, 34, 36-38, 40, 42, 44, 45, 47, 59).
Площа заказника — 915 га (553 га — в Глобинському районі, 362 га — в Козельщинському). Створений відповідно до Рішення Полтавської обласної ради від 27.10.1994 р. Перебуває у віданні ДП «Кременчуцький лісгосп».

## Опис
Метою створення заказника є збереження ландшафтів долини Псла із заплавними тополевими та кленово-липово-дубовими лісами з великими лучними галявинами та старорічищами з типовим рослинним та тваринним світом. Найціннішими в науковому відношенні є лучно-болотні ділянки з нестабільним гідрорежимом та незначним засоленням.
Флора заказника нараховує близько 600 видів, у тому числі представників Червоної книги України та Зеленої книги України.
У лісі густі зарості утворює дикий виноград п'ятилисточковий, що займає майже всю поверхню землі та обвиває стовбури дерев. У трав'яному покриві майже немає інших рослин, трапляються окремі куртини конвалії звичайної, чистецю болотного, а на узліссі - фіалки високої.
Лучно-степова рослинність заплави представлена різнотрав'ям: буквиця лікарська, чина бульбиста, волошка лучна, плакун прутовидний, віскарія звичайна, жовтець багатоквітковий, оман верболистий, козельці українські, підмаренник справжній. Трапляються косарики тонкі, занесені до Червоної книги України та регіонально рідкісні ломиніс цілолистий та очиток пурпуровий.
На узліссях зростає смовдь Любименка, у заплавних водоймах - глечики жовті, стрілолист, півники болотні.  

## Галерея

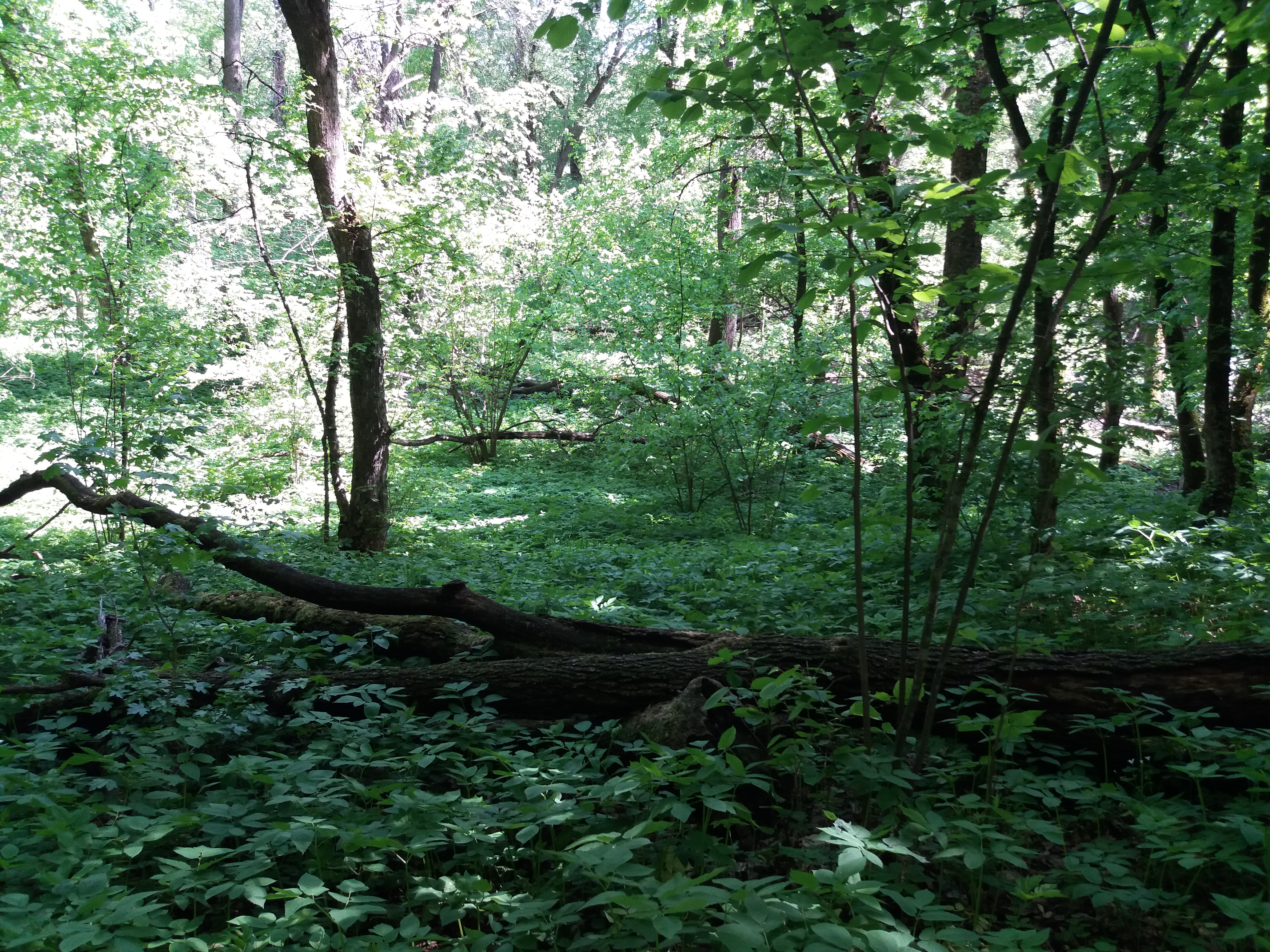
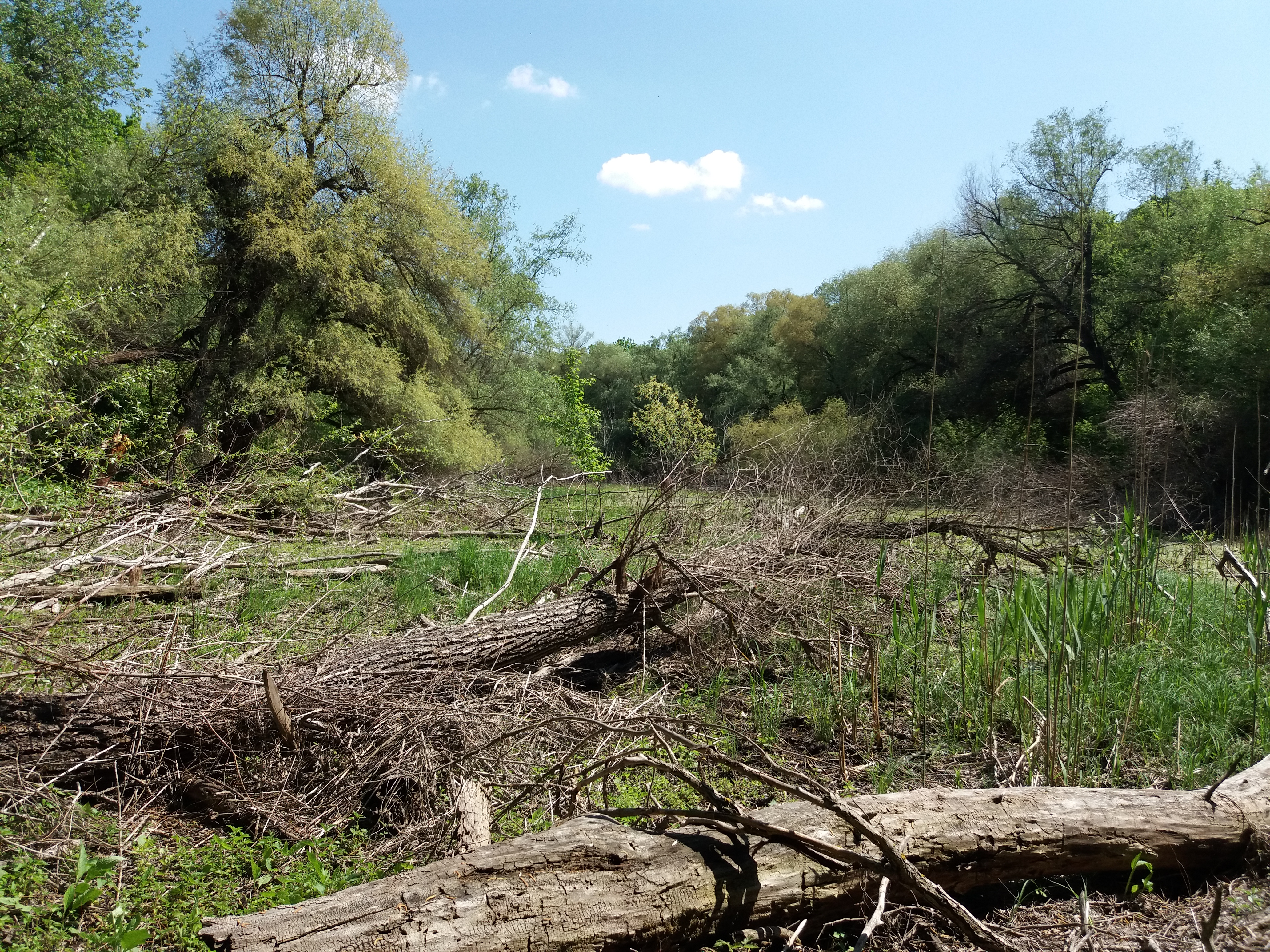
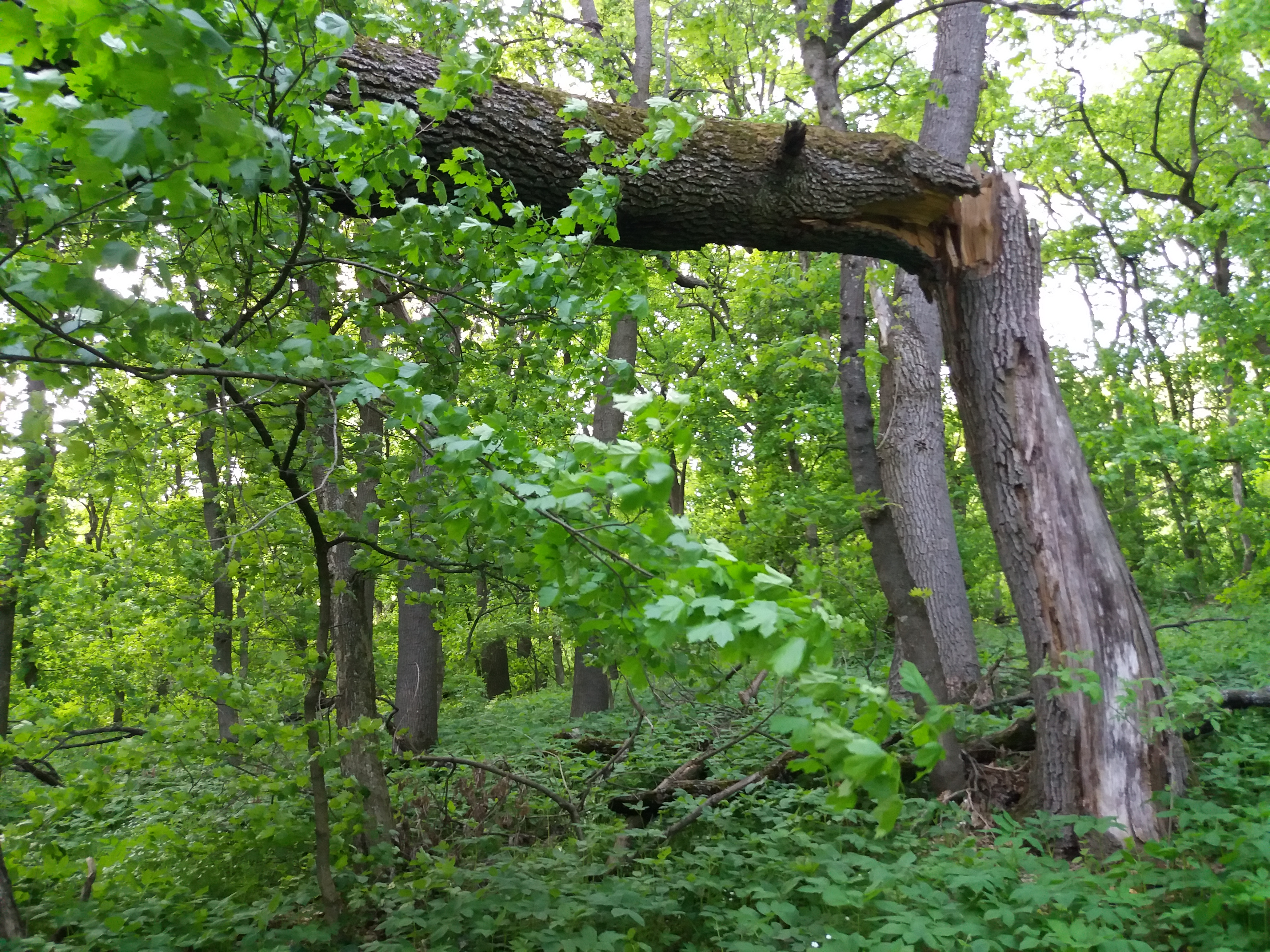
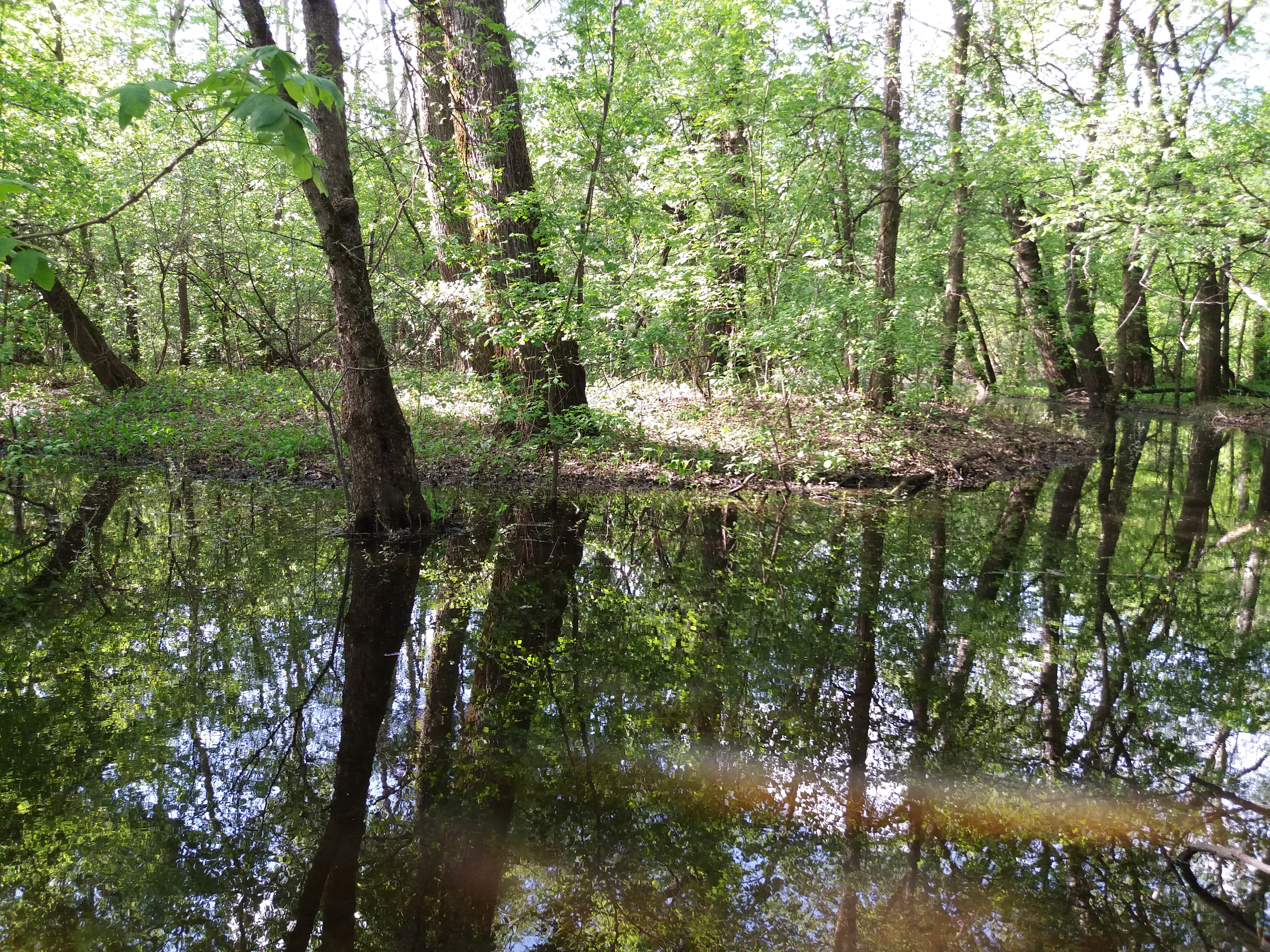